# Krzysztof Fedeczko
Krzysztof Fedeczko (ur. 20 stycznia 1966, zm. 4 lipca 2006) – polski żużlowiec.
Brat Romana i stryj Roberta, również żużlowców.
W rozgrywkach z cyklu drużynowych mistrzostw Polski startował w latach 1982–1985 w barwach klubu Wybrzeże Gdańsk, w 1985 r. zdobywając srebrny medal DMP. Był również dwukrotnym medalistą młodzieżowych drużynowych mistrzostw Polski: złotym (1983) oraz brązowym (1984). 
W 1983 r. uczestniczył w rozegranym w Ostrowie Wielkopolskim finale turnieju o „Brązowy Kask” (w turnieju zajął X m.), natomiast w 1984 r. zajął XIV m. w finale młodzieżowych indywidualnych mistrzostw Polski, które odbyły się w Tarnowie.